# Marie-Hélène Fournier
Pour les articles homonymes, voir Fournier.
Marie-Hélène Fournier est une compositrice française de musique contemporaine, née en 1963. Elle se forme en tant que pianiste, compositrice, écriture électro-acoustique, animation aux conservatoires de Besançon, Boulogne-Billancourt, puis au Conservatoire national supérieur de musique et de danse de Paris où elle obtient un premier prix.

## Biographie
Marie-Hélène Fournier affiche une dilection particulière pour les lutheries rares ou méconnues, écrivant pour des instruments au répertoire encore restreint, comme le saxophone, les percussions, la harpe, mais aussi les nouvelles possibilités liées à l'électronique et l'informatique. Son écriture instrumentale, parfois très idiomatique s'inspire de ses rencontres avec de nombreux musiciens comme les saxophonistes Claude Delangle, Serge Bertocchi, Marcus Weiss, les percussionnistes Jean-Pierre Drouet, Gaston Sylvestre, Hsiao Yin Wang, la harpiste Brigitte Sylvestre, les clarinettistes du Sextuor Baermann et Sylvain Kassap. Plus récemment, elle développe également une écriture plus généraliste, permettant de composer pour des familles instrumentales diverses, comme pouvaient l'imaginer les compositeurs et interprètes de la musique ancienne ou baroque.
Son parcours est jalonné de rencontres très variées, outre les musiciens cités plus haut : compositeurs, scientifiques, comédiens, dramaturges, artistes vidéo, sculpteurs, chorégraphes. Entre autres : Guy Reibel, Michel Vinaver, Georges Aperghis, Michael Lonsdale, Robert Cahen, Guy Chouraqui, Francisco Ruiz De Infante, Denis Monfleur, Isabelle Van Grimde. 

## Quelques œuvres

### Solo et musique de chambre
- Béhémoth (1984, 9 min). Bande magnétique solo.
- Saïph (1985, 15 min) pour violon, synthétiseur et percussion.
- Horoscope (1986, 3 min 30 s) saxophone alto solo. Éditions Combre. CD Tandems.
- Hippogriffe I (1986, 11 min). Bande solo
- Hippogriffe II (1985-1986, 11 min) Pour bande et percussionniste-comédien Édition L'Hippogriffe
- Oxydes (1986, 7 min). 2 saxophones alto Éditions Lemoine CD Erold Records 7013
- Regard sur l'île d'Alcine (1986, 2 min) saxophone et percussion. Éditions Lemoine.
- Mesquines (Conte à musique n°1) (1986-87, 2 min 15 s) Voix solo Édition L'Hippogriffe
- Canto quarto (1987, 8 min). Bande solo
- Sétiocétime (1987, 3 min 30 s) saxophone alto solo Éditions Combre.
- Charsques (1987, 4 min 30 s). Pour percussion, voix et maquillage
- Suite pour la Flûte enchantée (1987). bande seule
- 4 Duos (1988, 7 min 20 s). 2 saxophones alto Éditions Lemoine. CD ACDS 1018
- Hippogriffe III (1985-1988, 11 min) Pour bande et saxophoniste-comédien Édition L'Hippogriffe CD Tandems
- Extrait de saturne (1986-90, 5 min 20 s) marimba solo Éditions Lemoine.
- Cicutine (Conte à musique n°7) (1990, 3 min 34 s). Voix solo. CD Tandems. Édition L'Hippogriffe
- 5 Muses (1990, 20 min). Pour saxophone(s) et bande. CD Tandems Édition L'Hippogriffe
- A noix et gueule de loup (1991, 13 min). Trio de percussions Édition L'Hippogriffe
- Bon retour de vacances (1991, 12 min). Pour un(e) zarbiste et son zarb. Édition L'Hippogriffe
- Les mains à vif (1991, 20 min). Trio de percussions Édition L'Hippogriffe
- Partie à quatre (1991, 7 min). Quatuor de percussions Édition L'Hippogriffe
- Hippogriffe IV (1985-1991, 11 min) Pour bande magnétique et deux musiciens-comédiens (saxophone et percussion). Édition L'Hippogriffe
- What should be done (Conte à musique n°10) (1990-1993). Voix solo Édition L'Hippogriffe. CD solos.
- Eléonore (1993, 7 min). Duo pour synthétiseurs Édition L'Hippogriffe
- Impossible Hiver (1993,7 min). Quatuor pour synthétiseurs. Édition L'Hippogriffe
- Lune rousse (1994, 4 min) harpe solo Édition L'Hippogriffe
- Berceuse pour temps chaud (#1) (1994, 2 min). Version en duo, trio … en forme de canon. Éditions L'instrumentarium CD Tandems.
- Berceuse pour temps chaud (#2) (1994, 2 min 20 s). deux harpes ou autres instruments. Éditions L'instrumentarium
- Berceuses pour temps chaud (#3) (1994, 4 min 40 s). Pour harpe solo ou un autre instrument. Éditions L'instrumentarium, CD Tandems et Solos.
- 4 autres Muses (1995, 12 min 30 s). Pour harpe et bande Édition L'Hippogriffe
- Je suis un cerf-volant chinois (1996, 14 min) cymbalum solo Éditions CPEA CD solos.
- Turquoise-cobalt (1996, 6 min 10 s) Etude pour vibraphone solo Éditions Lemoine CD solos.
- Noctuel alpha (1996, 7 min 45 s) Trio en forme de canon pour harpe, marimba et saxophone Édition L'Hippogriffe
- Noctuel gamma (1996, 7 min 45 s). Trio en forme de canon pour clarinette, harpe et marimba. Édition L'Hippogriffe
- Dunes (1996, 10 min 30 s), pour marimba cinq octaves et flûte. Édition L'Hippogriffe
- Chinese dunes (1996, 10 min 30 s), pour marimba 4 octaves 1/2 et violon. Édition L'Hippogriffe
- Pollens frémissants (1996, 5 min), pour ensemble de saxophones ou cinq instruments de même famille (flûtes, clarinettes, ou instruments à cordes) Édition L'Hippogriffe
- Opus 64.1 (1996, 3 min 35), pour trois saxs ou autres instruments (vents ou cordes) Édition L'Hippogriffe
- Opus 64.2 (1996, 3 min 35 s), pour sax soprano, Viola, clarinette si♭ et vibraphone Édition L'Hippogriffe
- Partie à trois (1996, 1 min 50 s), pour trois sax Édition L'Hippogriffe
- D'après Schumann op.28 n°2 (1997, 4 min 20 s) transcription pour violoncelle et piano.
- Zigzaguant-ondoyant (1997, 11 min 10 s), pour piano, clarinette en la et violon. Commande du trio Strabern (Sicile).
- Promenade aléatoire discrète (1998, 11 min 05 s, 1998), pour trois claviers-percussions. Éditions Lemoine.
- Le fusain fuit la gomme (1999, 15 min 14 s) saxophone baryton solo Éditions Lemoine CD solos.
- Digitigrade (1999, 11 min 20 s) piano solo CD solos.
- De l'air teinté de son (1999, 3 min 30 s) Piano solo CD solos. Édition L'Hippogriffe
- Histoire de pulse (1999, 1 min 40 s) sax Alto percussion Éditions Lemoine.

Toises - entretoises (1999, 1 min 10 s) sax alto et trombone Éditions Lemoine.
Le clin d'œil du dragon (1999, 2 min) sax alto et support enregistré Éditions Lemoine.
- Le petit livre de Gaspard (2000, 4 min) piano solo. Ed. CPEA.

Rodomont (1 min 06 s) - Pinabel (1 min 15 s) - Leonard-Walz (1 min 25 s)
- Leonard-Walz (2000, 1 min 25 s) version sax alto et clarinette
- Rodomont à la bataille de Paris (2000, 1 min 10 s) harpe solo. Édition L'Hippogriffe
- Le sourire du chat (2000, 2 min), piano solo (version 1). Éd L’hippogriffe.
- Le sourire du chat (2005, 2 min), piano solo (version 2). Éditions Lemoine, collection 20-21.
- Deux études monodiques (2000), pour clavier à touches ou clavier à baguettes Éditions Lemoine.
- Sans dragon (2000, 2 min 20 s) clarinette(s) si♭ (nombre variable) Édition L'Hippogriffe
- Tout autour de moi (Conte à musique n°3) (2000, 30). Voix solo (ou petit groupe de voix). Édition L'Hippogriffe
- Trio n° 1 (2000, 1 min) 3 clarinettes si♭ (possible aussi en ensemble de clarinettes) Édition L'Hippogriffe
- Trio n°2 (2000, 5 min) 3 clarinettes si♭ Édition L'Hippogriffe
- Quatre duos (2000, 4 min 40 s) 2 clarinettes si♭ Édition L'Hippogriffe
- Corpus rhythmicum (2001, 10 min 30 s) violoncelle et piano Édition L'Hippogriffe
- Six interludes (2001, 8 min) clarinettes mi♭et si♭, clarinette alto mi♭, clarinette basse si♭, clarinette contralto mi♭ Édition L'Hippogriffe
- Point d'ogre (2001, 1 min 40 s), piano solo. Éditions L’hippogriffe.
- Là-haut, le faucon (2001, 1 min 15 s), piano solo. Éditions L’hippogriffe.
- Corps noir convexe (#1) (2001, 11 min 20 s) pour saxophone contrebasse modèle Tubax. Édition L'Hippogriffe
- Corps noir convexe (#2) (2001, 11 min 20 s) pour Tubax et réverbérations électroniques. Édition L'Hippogriffe
- Au hasard des ascenseurs (2002, 9 min) pour piano et percussions. Manuscrit disponible auprès du compositeur.
- Franchir le songe(#2) (2003, 9 min). version solo (voix de femme et support enregistré).
- Les déserts fleurissent, les continents se fracturent (2005, 7 min 30 s) orgue et clarinette si♭. Édition L'Hippogriffe
- Rire du cactus (2006, 6 min) 2 violons, 2 violoncelles, accordéon ou bandonéon chromatique. Édition L'Hippogriffe
- Nord Estival (2004, 10 min) marimba et support enregistré Édition L'Hippogriffe
- L'ombre d'un ange (2004, 8 min 10 s) piano, flûte en sol, sax baryton, second clavier et support enregistré. Éd. L'Hippogriffe
- Mais délivre-moi du bonheur (2006, 9 min) voix de mezzo et support enregistré. Édition L'Hippogriffe
- Absence de titre provisoire (2006, 9 min 30 s). Pour harpe électrique, delay en temps réel, marimba et support enregistré. Édition L'Hippogriffe

### Ensembles et orchestre
- Fahoth (1986, 17 min)
- Am Großen Sumpf (1989, 4 min). Pour chœur d'enfants (initiation). Éditions Mômeludies.
- Le vent soufflera toujours (1998, 45 min). Suite pour ensembles orchestraux en 11 moments

Détail des mouvements autonomes :
Histoire de Goupils (cordes) - Pyramide grecque (cordes et harpe) - Moires (cordes) - Hommage à Calder (ensemble à cordes, harpe, piano et percussions) - Au travers des racines (cordes) - Demain (vents et perc.) - L'archet respire (cordes) - D'abord le silence puis… (vents et perc.) - Le diamant et le talc (orch. symphonique) - Pas peur du silence (vents et perc.) - Mespl (chœur d'enfants et petites percussions) Ed. Mômeludies.
- Mai (2000, 15 min) pour sax baryton et ensemble Éditions Lemoine.
- Choral (2000, 1 min 20 s). Pour ensemble de clarinettes.
- Au temps respiré (2001, 3 min 05 s). Pour ensemble de clarinettes.
- Aux temps inégaux (2001, 2 min 15 s). Pour ensemble de clarinettes.
- Facteur d'échelle (2002, 11 min) pour percussions, clavier électronique, sax contrebasse Tubax, orchestre à cordes et système MAX-MSP.

### Chœurs
- Contact (la clé) (1989, 10 min). Pour chœur à voix égales et quatuor de saxophones, sur un texte d'Henri Mainié.
- Contact (la clé de) (1992, 10 min). Pour chœur à voix égales, trio de percussionnistes-comédiens, clarinette et clarinette basse si bémol
- Berceuse pour temps chaud (#4) (1996, env 5 min). Pour un instrument soliste, groupe d'enfants et quelques objets sonores. Ed l'Instrumentarium.
- Le passeur mythique (1998, 10 min). Pour un groupe d'enfants (une classe), vibraphone et piano. Éditions Mômeludies.
- Mespl (1998, 2 min) pour chœur et petites percussions. Éditions Mômeludies
- Serpentin de l'Étoile (1999, 22 min) pour chœur, enfant soliste, récitant et orchestre de chambre.
- Franchir le songe (2003, 20 min). Pour chœur et support enregistré.

### Spectacles: théâtre-musical, opéra, danse...
- Les pierres du palais (1988, 35 min). Opéra pour cinq chœurs d'enfants (7 à 10 ans éventuellement non lecteurs) et ensemble instrumental (Fl, Cl, Sax, Vlon, Cello, Piano, Perc, niveau 3e cycle) sur un livret d'Henri Mainié. Mise en scène de Charlotte Nessi. Éditions Lemoine.
- R. Furieux (1987, 60 min). Pour comédiens, chanteur, percussionniste et bande magnétique.
- Supplément nécessaire (1990, 50 min). Théâtre musical sur un texte d'Henri Mainié pour cinq instrumentistes-comédiens (2 percussions, 1 saxophone, 1 harpe, 1 soprano)
- Poker (La suite à l'as) (1991, 30 min). Pour un(e) harpiste et sa harpe, d'après un calligramme d'Henri Mainié, musique et dramaturgie de Marie-Hélène Fournier.
- Le Pont Tournant de la Rue Dieu (1997, 75 min). Pour violoncelle-voix et harpe-voix. Sur un texte de Mike Sens
- Tandems (1997, 40 min ou 1 h 30 selon version). Spectacle Musique-Théâtre/Arts visuels sur une idée de Jean-Charles Louot. Vidéos de Robert Cahen. Dramaturgie et électronique de MH Fournier. Musiques de MH Fournier et Serge Bertocchi (improvisations).
- Petites Formes en… (1998, 60 min). Spectacle musical des étudiants du CFMI d'Orsay/Université Paris-Sud. Conception musicale et scénographie MH Fournier.
- Côté cour, côté jardin (1999, 50 min). Spectacle musical des étudiants du CFMI d'Orsay/Université Paris-Sud. Conception musicale et scénographie MH Fournier.
- Petites Formes en… (n°2) (2000, 30 min). Spectacle musical. Création avec les étudiants du CFMI de Tours. Conception musicale et scénographie MH Fournier.
- La maison de verre (2000, 60 min). Spectacle inter-arts.
- Tout au bord n°1, 2001. Création-commande de l'Université de Tours.
- Saetta (2003) spectacle pour 4 danseurs violoncelle et piano. Chorégraphie Isabelle van Grimde
- Frankenstein (2005) Musique pour le CD Frémeaux et associés sur le texte de Mary Shelley..
- Chemins de traverse III et V (2006, 55 min), en collaboration avec Thom Gossage. Chorégraphie : Isabelle Van Grimde.

### Multimédia et "musiques spécifiques"
- Facteur d'échelle (2002) : concept musique et vidéo avec l'artiste visuel Malte Martin (création au Manège.Mons (B) le 17 décembre 2002, concert Art Zoyd-Musique Nouvelle).
- Frankenstein (2003) : création musicale et sonore d'un album-CD dirigé par Olivier Cohen, parution en avril 2005 chez "Frémeaux & Associés",.
- La danse des particules 1 et 2 (2004) : deux films de 3 min en tandem avec le plasticien Malte Martin. Projet du collectif Soundtrack. Parution sur CD-ROM en mars 2005, distribution Fairplay. Exposition au CUBE (mars-juin 2005).

## Discographie
- Frankenstein, texte de Mary Shelley lu par Robin Renucci et Denis Lavant et mis en musique par Marie-Hélène Fournier, Frémeaux et associés, 2005.
- Oxydes, En toute Amitié, Erol Records, 1988  Jean-Michel Goury et Serge Bertocchi, saxophones altos.
- 4 Duos (Japon).
- Maléfice.
- Tandems pièces pour saxophones dédiées à et jouées par Serge Bertocchi, œuvres du plasticien Jean-Charles Louot.
- Solos pièces solistes pour piano, harpe, percussions ou saxophone jouées par Yukari  Bertocchi (P°),Brigitte Sylvestre (Hp), Gaston Sylvestre (perc), Serge Bertocchi (sax).

## À voir aussi